# Konstantínos Christofórou

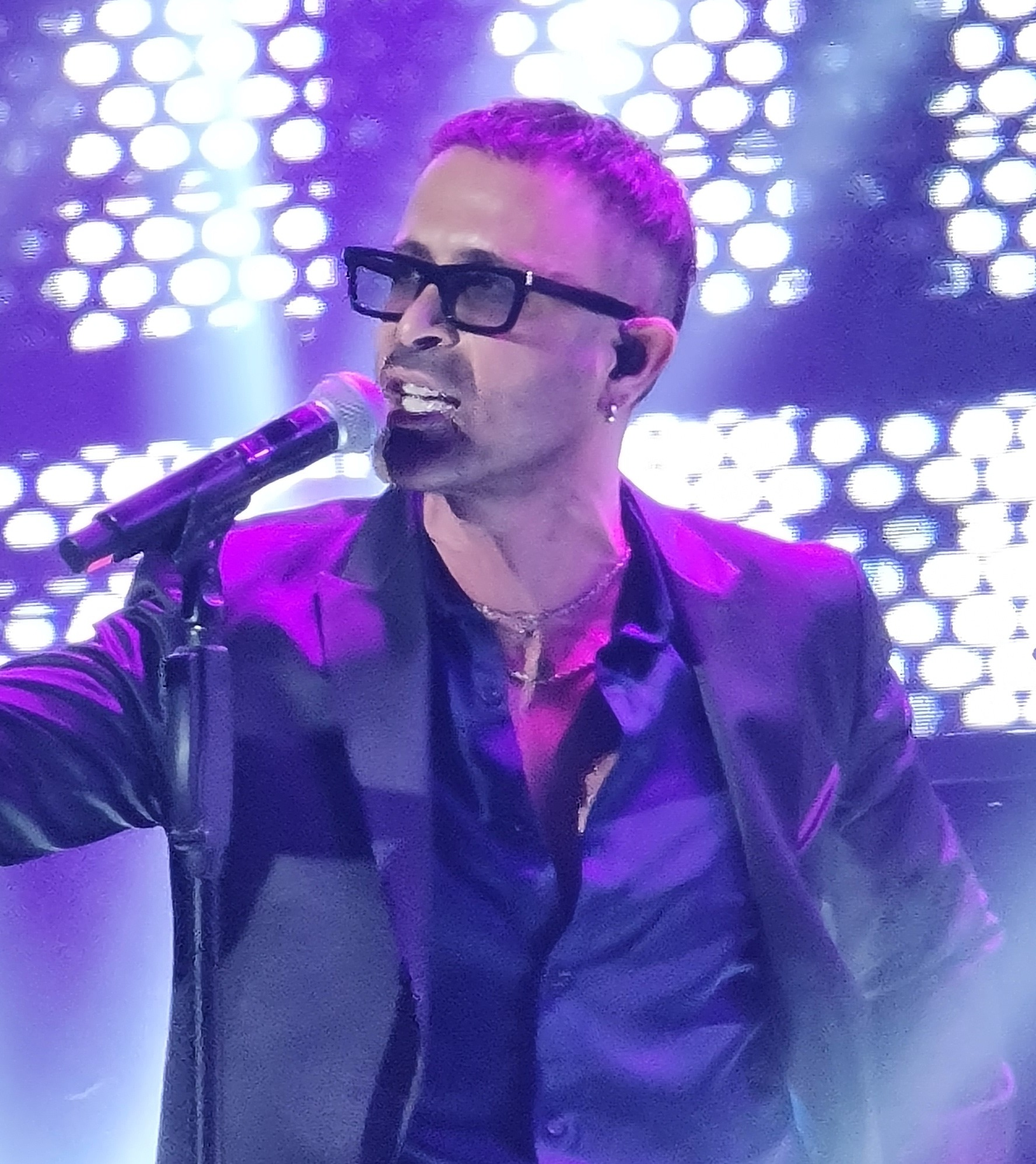
Constantínos Christofórou en Limassol en 2024.

Constantínos Christofórou (en griego: Κωνσταντίνος Χριστοφόρου; Limasol, 25 de abril de 1977) es un cantante y compositor chipriota. Su carrera musical comenzó en 1995 cuando lanzó su primer EP titulado Tora Pou Milas y su primer álbum de estudio O, ti M'afora en 1996, ambos convirtiéndose en un éxito comercial en su país natal, siendo este último la primera producción nacional en recibir una certificación de triple platino. Él representó a su país en el Festival de la Canción de Eurovisión 1996 con la canción "Mono Yia Mas" con la que obtuvo el 9° lugar y comenzó a sumergirse en el mercado griego como corista para otros artistas. También ganó fama por haber sido la voz principal del proyecto musical de Giorgos Theofanous, One, la primera boy band en la región de los Helenos. El grupo adquirió popularidad y se caracterizó por tener seguidores jóvenes, lanzando varias producciones con bastante éxito y además, por haber representado a Chipre en el Festival de Eurovisión 2002, con la canción "Gimme" que finalizó en el 6° puesto.
Christoforou abandonó One en 2003 para comenzar su carrera en solitario, retomando sus raíces musicales de origen laïko. Él ha lanzado cinco álbumes de estudio, I Agapi Sou Paei (2003), Idiotiki Parastasi (2004), O Gyros Tou Kosmou (2005), I Alitheia Einai Mia (2007), y Allios (2009), teniendo la mayoría de éstas producciones, un impacto comercial en Chipre pero con un éxito moderado en Grecia. En 2005, se sube por tercera vez al escenario de Eurovisión, representado a Chipre con la canción "Ela Ela (come baby)", finalizando en el 18.º puesto. Intentó participar en 2010 con la canción "Angel" pero quedó en el 2.º lugar. Además de trabajar en su propia música, él ha escrito canciones para otros músicos, como Anna Vissi, a quién le escribió la canción "Erimi Poli".

## Discografía
Con One
- ONE (1999)
- Μωρό μου (2001)
- Εχω τοσα να σου πω (2002)
- Live (2003)

Como Solista
- Ο,τι Μ' Αφορά (1996)
- Η αγάπη σου πάει (2003)
- Ιδιωτική παράσταση (2004)
- Ο γύρος του κόσμου (2005)
- Η αλήθεια είναι μία (2007)
- Αλλιώς (2009)